# Euchaeta longicornis
Euchaeta longicornis är en kräftdjursart som beskrevs av Giesbrecht 1888. Euchaeta longicornis ingår i släktet Euchaeta och familjen Euchaetidae. Inga underarter finns listade i Catalogue of Life.